# Licania apetala
Licania apetala là một loài thực vật có hoa trong họ Cám. Loài này được (E.Mey.) Fritsch mô tả khoa học đầu tiên năm 1889.